# Los ideales

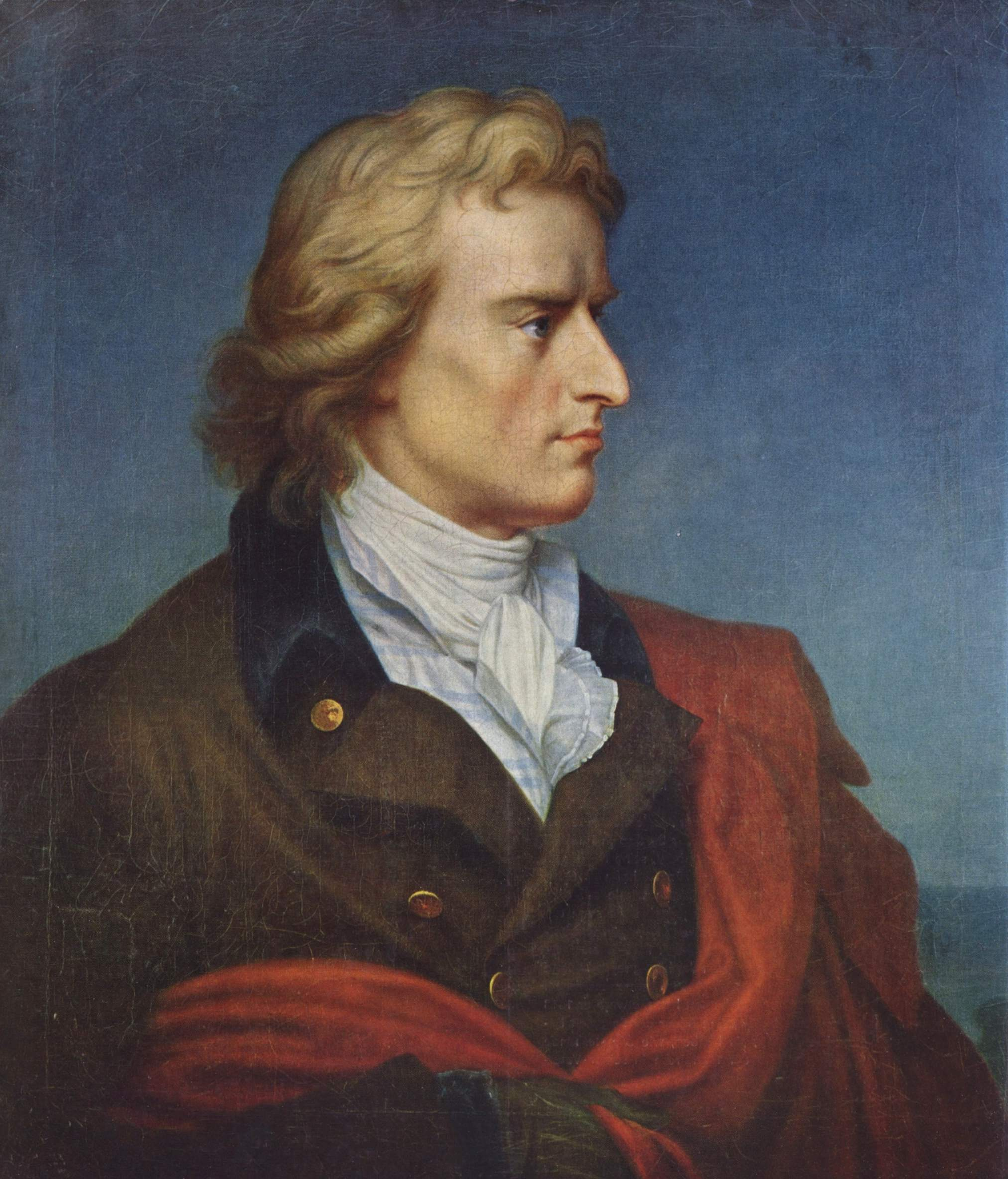
Esta obra está inspirada en los Poemas filosóficos de Friedrich Schiller.

Los ideales (en alemán: Die Ideale) S.106 es un poema sinfónico compuesto por Franz Liszt entre 1849 y 1854. Es el duodécimo de su ciclo de trece Poemas sinfónicos escritos durante su periodo en Weimar.
La obra está inspirada en los versos de Friedrich Schiller (de sus Poemas filosóficos). La idea de Liszt era escribir una sinfonía de tres movimientos, pero se decidió por un único movimiento, amplio y con varias secciones, cada uno de un fragmento del poema de Schiller.

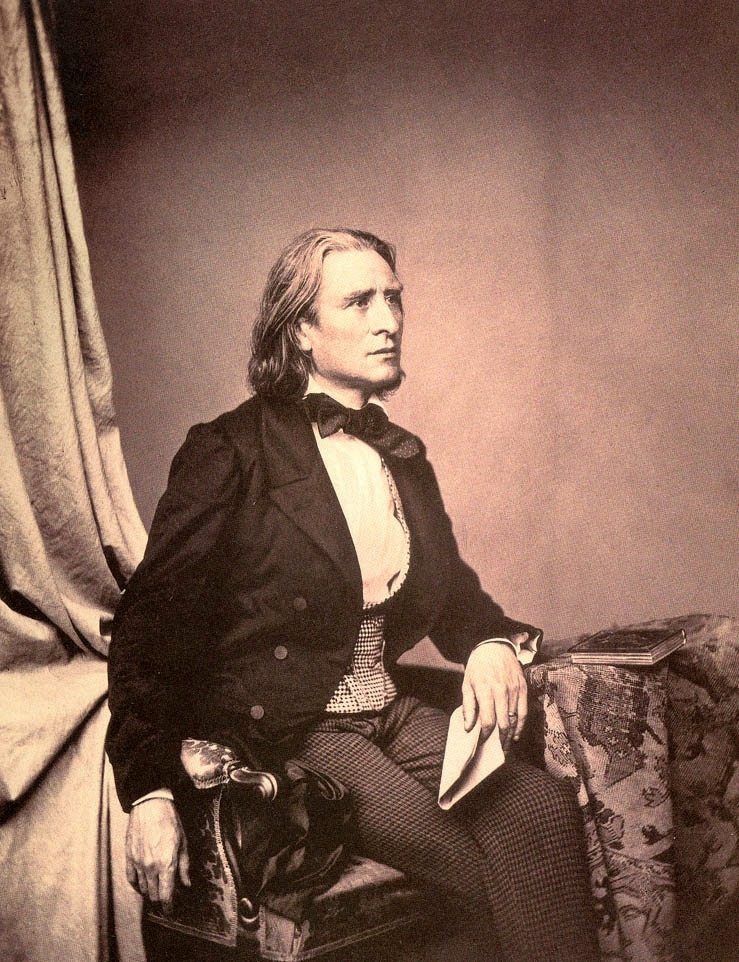
Franz Liszt 1858

## Nacimiento de la obra.
En 1857 se organizaron en Weimar una serie de celebraciones con motivo de la inauguración de la estatua conjunta de Goethe y Schiller. En el teatro de Weimar se presentaron las obras de las dos grandes figuras de la literatura alemana, para las cuales Liszt compuso música de acompañamiento y una obertura. No le gustaba Goethe, pero el arte de Schiller estaba más cerca de él y eligió poner música a su poema Los ideales. El poema podría incluso ser el propio ars poético de Liszt, trata sobre la ambición artística, el entusiasmo juvenil, la dedicación y la gloria ganada. En la vida artística, los autores de esa época se desgastan lentamente, la soledad y la decepción se vuelven cada vez más fuertes en la vida del artista, sólo queda la amistad pura, y el artista lucha y crea como en una misión.
La solución de Liszt no es inusual: que una obra artística simplemente proporciona el impulso inicial para una composición musical, mientras que al componer maneja la fuente libremente, y solo se guía por los aspectos musicales. Lo mismo ocurrió con Los Ideales: Liszt cortó el poema de once estrofas, las reagrupó, omitió partes y les dio sus propios subtítulos.
Liszt terminó el trabajo de composición relativamente rápido, en 1857. La obra fue presentada el 5 de septiembre de 1857 en Weimar, bajo la dirección de Liszt, en un concierto con la Sinfonía Fausto (en el concierto también se interpretó su cantata "A los artistas"). La partitura fue publicada impresa en 1858 por la editorial Breitkopf und Hartei de Leipzig. En el volumen, Liszt también incluyó el poema de Schiller elegido como punto de partida.
Liszt hizo varias transcripciones para piano de Los ideales: para dos manos (S.167e), cuatro manos (S.596c) y dos pianos (S.646).

## Estructura
La obra comienza con un Andante en re menor, expresivo y triste, lleno de pesimismo schilleriano. A continuación, un Allegro spirituoso en fa menor hace alternar varios episodios en contraste, antes de una apoteósico final.
Rara vez se interpreta en el repertorio actual. La obra se estrenó en el Teatro de la corte en Weimar el 5 de septiembre de 1857, bajo la dirección de Liszt. El tiempo de ejecución es de alrededor de 27 minutos, por lo que es el más largo de los poemas sinfónicos del compositor húngaro.